# Sant’Alfio
Sant’Alfio – miejscowość i gmina we Włoszech, w regionie Sycylia, w prowincji Katania.
Według danych na rok 2004 gminę zamieszkiwało 1645 osób, 71,5 os./km².
Urodził tu się dyplomata papieski abp Sebastiano Nicotra.